# 김재국
김재국은 러시아 상트페테르부르크부 동방학연구소에 소장되어 있는 조선이야기책의 편찬자다.
김재국은 1885년에 서울 정동에 있었던 영국공관에서, 영국영사 애스톤(George William Aston)을 알게 되어서, 그 후의 일본에서 애스톤의 한국어 선생이 되었다.
《조선이야기》 책은 2004년에 출판되었다.